# 札木聶
札木聶（藏語：སྒྲ་སྙན་，威利转写：sgra snyan，又譯扎年、扎木年，藏語中意為「悅耳的琴音」）是一種藏族彈撥樂器，有六根琴弦，故又被漢人稱為六弦琴。其音色渾厚、響亮，是西藏古典歌舞囊瑪以及民間歌舞堆謝的主要伴奏樂器，也可用於器樂合奏或獨奏。現代也有人改革札木聶，使之滿足了演奏各種樂曲的需要。
扎木聂历史悠久，其起源众说不一，約略有3種說法：
1. 古代由印度传入西藏的一种多弦乐器演变而成的。
2. 部分學者認為扎木聂是唐代从内地传入西藏的樂器。[5][6]
3. 多數西藏学者认为扎木聂源于西藏本土，是藏族自己创造的乐器。

## 構造
札木聶的音箱為木製，形狀像一個切開的葫蘆。其上部較小，呈稜形；下部較大，呈橢圓形，面皮通常是蟒皮或羊皮。其琴柱較其他樂器長且無品。
札木聶係以四度定弦，即每條弦的音之間相差完全四度。常見的定弦為E3、A3、D4、G4（C4為中央C）。

## 演奏
演奏時，演奏者將琴置於肩上，左手持琴按弦，右手執撥子彈奏（類似阮咸的奏法）。

### 藏族扎木聂弹唱
「藏族扎木聂弹唱」是以札木聶為主的表演形式，曾在2008年列入《第二批国家级非物质文化遗产名录》。